# Svenska mästerskapen i friidrott 2023
Svenska mästerskapen i friidrott 2023 är de 128:e svenska mästerskapen, med följande deltävlingar:
- SM 10 km landsväg den 23 april i Ystad; arrangör Ystads IF
- SM 24-timmarslöpning den 29 till 30 april i Växjö; arrangör Växjö LK
- SM 100 km landsväg den 13 maj i Upplands-Bro; arrangör Bålsta IK
- SM maraton den 3 juni i Stockholm; arrangörer Hässelby SK och Spårvägens FK
- SM halvmaraton den 7 juli i Anderstorp; arrangörer Villstad GIF och Hälle IF
- SM lag den 8 juli på Sollentunavallen, Sollentuna; arrangörer Hässelby SK, Spårvägens FK och Turebergs FK
- Stora SM (Friidrotts-SM) den 28 till 30 juli på Hällåsen Arena, Söderhamn; arrangör Söderhamns IF
- SM stafett den 9 till 10 september på Idrottsparken, Södertälje; arrangör Södertälje IF
- SM terräng den 21 och 22 oktober i Halmstad; arrangör IFK Halmstad

## Medaljörer

### Herrar

#### Gång- och löpgrenar
| Gren               | Guld                | Guld                                                                    | Guld                  | Silver            | Silver                                                      | Silver          | Brons                   | Brons                                                                | Brons               |
| 100 meter          | Henrik Larsson      | IF Göta                                                                 | 10,20                 | Simon Plesse      | Upsala IF                                                   | 10,30           | Isak HughesDesmond Rogo | Strands IFUpsala IF                                                  | 10,4410,44 0PB0     |
| 200 meter          | Henrik Larsson      | IF Göta                                                                 | 20,74                 | Linus Pihl        | IK Lerum FI                                                 | 21,19           | Emil Johansson          | Turebergs FK                                                         | 21,22               |
| 400 meter          | Carl Bengtström     | Örgryte IS                                                              | 45,97                 | Emil Johansson    | Turebergs FK                                                | 46,43 0PB0      | Kasper Kadestål         | Malmö AI                                                             | 46,74 0SB0          |
| 800 meter          | Andreas Kramer      | Ullevi FK                                                               | 1.47,74               | Samuel Pihlström  | Hälle IF                                                    | 1.48,98         | Yared Kidane            | Eskilstuna FI                                                        | 1.49,75 0SB0        |
| 1 500 meter        | Andreas Almgren     | Turebergs FK                                                            | 3.34,55 0MR0          | Emil Danielsson   | Spårvägens FK                                               | 3.35,23 0PB0    | Jonathan Grahn          | Mölndals AIK                                                         | 3.37,06 0PB0, 0NRJ0 |
| 5 000 meter        | Emil Danielsson     | Spårvägens FK                                                           | 13.30,13 0MR0         | Mohammad Reza     | Keep Up RC                                                  | 13.47,39        | Oliver Löfqvist         | Spårvägens FK                                                        | 14.00,69            |
| 10 000 meter       | Jonas Glans         | Malmö AI                                                                | 28.25,92 0PB0         | Mohammad Reza     | Keep Up RC                                                  | 28.45,72 0SB0   | Emil Millán de la Oliva | Eskilstuna FI                                                        | 28.50,53 0SB0       |
| Halvmaraton        | Samuel Russom       | Hässelby SK                                                             | 1:03.26 0SB0          | Ebba Tulu Chala   | Keep Up RC                                                  | 1:06.29         | Mustafa Mohamed         | Hälle IF                                                             | 1:06.37 0SB0        |
| Maraton            | Samuel Tsegay       | Hälle IF                                                                | 2:14.28               | David Nilsson     | Högby IF                                                    | 2:18.14 0SB0    | Ebba Tulu Chala         | Keep Up RC                                                           | 2:19.10             |
| 10 km landsväg     | Samuel Russom       | Hässelby SK                                                             | 28.29 0MR0, 0PB0      | Vidar Johansson   | Ullevi FK                                                   | 29.10 0SB0      | Suldan Hassan           | Ullevi FK                                                            | 29.10 0SB0          |
| 100 km landsväg    | Anton Gustafsson    | Axa SC                                                                  | 6:30.57 0MR0, 0PB0    | Mikael Ekvall     | Strömstad LK                                                | 6:49.08 0PB0    | Linus Wirén             | Hälle IF                                                             | 6:58.43 0SB0        |
| 4 km terräng       | Emil Danielsson     | Spårvägens FK                                                           | 11.33                 | Martin Regborn    | KFUM Örebro                                                 | 11.37           | Leo Magnusson           | Sävedalens AIK                                                       | 11.40               |
| 10 km terräng      | Samuel Russom       | Hässelby SK                                                             | 30.21                 | Martin Regborn    | KFUM Örebro                                                 | 30.25           | Oliver Löfqvist         | Spårvägens FK                                                        |                     |
| 4 km terräng lag   | Spårvägens FK       | Emil Danielsson, Oliver Löfqvist, Johan Fagerberg                       | 17 p                  | Hässelby SK       | Samuel Russom, Linus Rosdahl, Emil Blomberg                 | 19 p            | Hälle IF                | Olle Ahlberg, Petter Svensson, Nils Bredin                           | 43 p                |
| 10 km terräng lag  | Hässelby SK         | Samuel Russom, Linus Rosdahl, Yohannes Kiflay                           | 11 p                  | Spårvägens FK     | Oliver Löfqvist, John Börjesson, John Foitzik               | 22 p            | Hälle IF                | Olle Ahlberg, Petter Svensson, Nils Bredin                           | 26 p                |
| 3 000 meter hinder | Simon Sundström     | IFK Lidingö                                                             | 8.22,73 0SB0          | Vidar Johansson   | Ullevi FK                                                   | 8.27,08         | Axel Djurberg           | Hässelby SK                                                          | 8.54,78             |
| 110 meter häck     | Max Hrelja          | Malmö AI                                                                | 13,58                 | Joel Bengtsson    | Malmö AI                                                    | 13,60 0SB0      | Sidrak Afework          | Spårvägens FK                                                        | 14,24 0PB0          |
| 400 meter häck     | Karl Wållgren       | Örgryte IS                                                              | 50,30                 | David Thid        | Spårvägens FK                                               | 50,45 0PB0      | Viktor Bondesson        | Malmö AI                                                             | 50,93 0PB0          |
| 4 × 100 meter      | Malmö AI            | Jean-Christian Zirignon William Trulsson Joel Bengtsson Max Hrelja      | 40,05                 | Upsala IF         | Simon Plesse Lion Martinez Isak Andersson Desmond Rogo      | 40,47           | Hammarby IF             | Jonatan Borg Viktor Wall Alexander Pilgrim Dennis Otieno             | 40,85               |
| 4 × 400 meter      | Malmö AI            | Nick Ekelund-Arenander Joel Bengtsson Viktor Bondesson William Trulsson | 3.11,34               | Örgryte IS        | Gustav Karlsson Jakob Zäll Carl Bengtström Samuel Wiik      | 3.13,76         | Turebergs FK            | Isak Stieberth Siljedahl Habtom Asgede Robin Isaksson Emil Johansson | 3.15,62             |
| 4 × 800 meter      | Hälle IF            | Olle Ahlberg Nils Bredin Benjamin Åberg Jonas Magnusson                 | 7.42,76               | Spårvägens FK     | Abdelfath Yassin Daniel Gleimar Walid Oussalah Tobias Eknor | 7.43,13         | Turebergs FK            | Albert Ziegler Kalab Alemsegek Tesfay Valter Kjellberg Habtom Asgede | 7.49,35             |
| 4 × 1 500 meter    | Spårvägens FK       | Daniel Gleimar Walid Oussalah Tobias Eknor Abdelfath Yassin             | 16.40,96              | Hässelby SK       | Erik Djurberg Emil Blomberg Miguel Palm Yohannes Kiflay     | 16.41,72        | Hälle IF                | Anders Grahl Olle Ahlberg Nils Bredin Jonas Magnusson                | 16.56,48            |
| Gång 5 000 m       | Ato Ibáñez          | Eskilstuna FI                                                           | 21.04,88 0SB0         | Mustafa Aenenboyr | Eskilstuna FI                                               | 24.20,57 0PB0   | Birger Fält             | Mälarhöjdens IK                                                      | 24.46,19 0SB0       |
| 24-timmarslöpning  | Torbjörn Gyllebring | Umara SC                                                                | 272,086 km 0NR0, 0PB0 | Erik Olofsson     | IF Mantra Sport                                             | 260,038 km 0SB0 | Bill Öster              | Karlshamns SK                                                        | 244,992 km 0SB0     |

#### Teknikgrenar
| Gren          | Guld              | Guld          | Guld    | Silver           | Silver         | Silver       | Brons             | Brons        | Brons        |
| Höjdhopp      | Melwin Lycke Holm | Kils AIK      | 2,16 m  | Fabian Delryd    | Täby IS        | 2,14 m       | Joakim Wadstein   | Mölndals AIK | 2,05 m       |
| Stavhopp      | William Asker     | Örgryte IS    | 5,24 m  | Robin Jacobsson  | Ullevi FK      | 5,19 m 0SB0  | Linus Jönsson     | Tjalve FIF   | 5,19 m       |
| Längdhopp     | Thobias Montler   | Ullevi FK     | 7,76 m  | Joakim Hellbratt | Huddinge AIS   | 7,70 m w     | Carl af Forselles | Hässelby SK  | 7,59 m w     |
| Tresteg       | Gabriel Wallmark  | Örgryte IS    | 15,98 m | Jesper Hellström | Hässelby SK    | 15,69 m 0SB0 | Lukas Edqvist     | Örgryte IS   | 15,37 m 0SB0 |
| Kulstötning   | Wictor Petersson  | Malmö AI      | 19,42 m | Jesper Arbinge   | Spårvägens FK  | 18,92 m 0SB0 | Jesper Ahlin      | Turebergs FK | 17,13 m      |
| Diskus        | Daniel Ståhl      | Spårvägens FK | 67,61 m | Simon Pettersson | Hässelby SK    | 60,23 m      | Jesper Ahlin      | Turebergs FK | 58,82 m 0PB0 |
| Släggkastning | Ragnar Carlsson   | Hässelby SK   | 71,08 m | Ivar Moisander   | Spårvägens FK  | 63,72 m      | Alfons Haals      | Västerås FK  | 62,15 m      |
| Spjutkastning | Jakob Samuelsson  | Hässelby SK   | 79,42 m | Jakob Rahm       | Sävedalens AIK | 71,12 m      | Esa Hiltunen      | Ullevi FK    | 70,83 m 0SB0 |

#### Övrigt
| Gren       | Guld        | Guld    | Guld     | Silver             | Silver    | Silver        | Brons            | Brons       | Brons         |
| Tiokamp    | Emil Uhlin  | Falu IK | 7 494 p. | Andreas Gustafsson | Upsala IF | 7 207 p. 0SB0 | Vincent Arousell | Hässelby SK | 6 900 p. 0PB0 |
| Lagtävling | Hässelby SK | —       | 100,5 p. | Spårvägens FK      | —         | 98 p.         | Örgryte IS       | —           | 83 p.         |

### Damer

#### Gång- och löpgrenar
| Gren               | Guld                | Guld                                                               | Guld            | Silver            | Silver                                                                 | Silver          | Brons              | Brons                                                       | Brons           |
| 100 meter          | Julia Henriksson    | Malmö AI                                                           | 11,43 0=SB0     | Filippa Sivnert   | Malmö AI                                                               | 11,55           | Ida Staafgård      | Malmö AI                                                    | 11,73           |
| 200 meter          | Julia Henriksson    | Malmö AI                                                           | 23,50           | Nora Lindahl      | Hässelby SK                                                            | 23,86           | Lisa Lilja         | Örgryte IS                                                  | 24,04           |
| 400 meter          | Lisa Lilja          | Örgryte IS                                                         | 52,73 0PB0      | Jonna Claesson    | Spårvägens FK                                                          | 54,23 0PB0      | Linnéa Frobe       | Täby IS                                                     | 54,23 0SB0      |
| 800 meter          | Hanna Hermansson    | Turebergs FK                                                       | 2.03,29         | Wilma Nielsen     | Örgryte IS                                                             | 2.03,58         | Julia Nielsen      | Örgryte IS                                                  | 2.03,84 0PB0    |
| 1 500 meter        | Hanna Hermansson    | Turebergs FK                                                       | 4.10,80         | Yolanda Ngarambe  | Turebergs FK                                                           | 4.11,52 0SB0    | Wilma Nielsen      | Örgryte IS                                                  | 4.12,51         |
| 5 000 meter        | Sarah Lahti         | Hässelby SK                                                        | 15.32,34        | Carolina Wikström | Upsala IF                                                              | 16.04,33 0SB0   | Emilia Lillemo     | Täby IS                                                     | 16.14,17 0PB0   |
| 10 000 meter       | Johanna Larsson     | Örgryte IS                                                         | 34.04,68 0PB0   | Carolina Johnson  | Linköpings GIF                                                         | 34.10,61 0PB0   | Hanna Lindholm     | Högby IF                                                    | 34.42,86 0SB0   |
| Halvmaraton        | Carolina Wikström   | Upsala IF                                                          | 1:15.17         | Johanna Larsson   | Örgryte IS                                                             | 1:15.34 0PB0    | Carolina Johnson   | Linköpings GIF                                              | 1:15.57 0PB0    |
| Maraton            | Carolina Wikström   | Upsala IF                                                          | 2:36.57 0SB0    | Hanna Lindholm    | Högby IF                                                               | 2:38.36 0SB0    | Mikaela Arfwedson  | Spårvägens FK                                               | 2.40,53 0SB0    |
| 10 km landsväg     | Carolina Wikström   | Upsala IF                                                          | 33.31           | Emilia Lillemo    | Täby IS                                                                | 33.59           | Linn Söderholm     | Sävedalens AIK                                              | 34.42 0SB0      |
| 100 km landsväg    | Madeleine Lundell   | Vänersborgs AIK                                                    | 7:59.51 0PB0    | Kajsa Berg        | Enhörna IF                                                             | 8:07.49 0SB0    | Beatrice Taavo     | Umara SC                                                    | 8:21.43 0PB0    |
| 4 km terräng       | Sarah Lahti         | Hässelby SK                                                        | 13.01           | Emilia Lillemo    | Täby IS                                                                | 13.32           | Ebba Broms         | Spårvägens FK                                               | 13.48           |
| 10 km terräng      | Sarah Lahti         | Hässelby SK                                                        | 33.23           | Emilia Lillemo    | Täby IS                                                                | 35.49           | Johanna Larsson    | Örgryte IS36.06                                             |                 |
| 4 km terräng lag   | Spårvägens FK       | Ebba Broms, Frederica Richards, Josefin Heier                      | 23 p            | Örgryte IS        | Johanna Larsson, Angelica Strandberg, Evelina Hultegård                | 35 p            | Torsby LK          | Lovisa Modig, Wilma Modig, Lisa Jonsson                     | 41 p            |
| 10 km terräng lag  | Spårvägens FK       | Ida Andersson, Frederica Richards, Emma Hedbäck                    | 24 p            | Örgryte IS        | Johanna Larsson, Angelica Strandberg, Desiree Lilliehöök               | 33 p            | FK Studenterna     | Anna Jonsson, Emilia Siltanen, Filipa Rodrigues             | 45 p            |
| 3 000 meter hinder | Emilia Lillemo      | Täby IS                                                            | 9.44,29 0PB0    | Julia Samuelsson  | Högby IF                                                               | 9.55,79 0SB0    | Linn Söderholm     | Sävedalens AIK                                              | 9.59,41         |
| 100 meter häck     | Johanna Carlsson    | Malmö AI                                                           | 13,57 0PB0      | Elin Lindeblad    | IFK Växjö                                                              | 13,58 0SB0      | Jonna Lindéen      | Kalmar SK                                                   | 13,81           |
| 400 meter häck     | Moa Granat          | Vallentuna FK                                                      | 56,61           | Hanna Karlsson    | IF Göta                                                                | 58,09           | Ebba Svantesson    | Upsala IF                                                   | 59,32           |
| 4 × 100 meter      | Malmö AI            | Filippa Sivnert Ida Staafgård Julia Henriksson Johanna Carlsson    | 45,79           | Upsala IF         | Maya Bergström-Weekes Klara Helander Ebba Svantesson Karolina Svensson | 47,16           | Spårvägens FK      | Saga Berneryd Moa Hjelmer Isabelle Eurenius Jonna Claesson  | 47,46           |
| 4 × 400 meter      | Malmö AI            | Johanna Carlsson Emilia Mandl Maria Freij Julia Henriksson         | 3.46,11         | Upsala IF         | Tyra Landin Clara Knutsson Ebba Svantesson Klara Helander              | 3.46,63         | Täby IS            | Lia Cederberg Evelina Hamos Linnéa Frobe Lovisa Linde       | 3.49,26         |
| 4 × 800 meter      | Hälle IF            | Ellen Schoug Hanna Strand Julia Svennblad Majken Söderlund Larsson | 8.53,42         | Hässelby SK       | Linn Adolfsson Wilma Marcusson Hannah Kinane Caroline Högardh          | 8.55,83         | Mölndals AIK       | Elin Hagelin Alma Svantesson Elsa Svantesson Wilma Ehrnborg | 9.01,13         |
| 3 × 1 500 meter    | Hälle IF            | Ida Kraft Hanna Strand Majken Söderlund Larsson                    | 13.49,16        | Spårvägens FK     | Angelica Strandberg Carmen Cernjul Josefin Heier                       | 13.50,87        | Hässelby SK        | Wilma Marcusson Linn Adolfsson Hannah Kinane                | 14.18,89        |
| Gång 5 000 m       | Monica Svensson     | Växjö AIS                                                          | 24.22,14 0SB0   | Wilma Falk        | SK Svängen                                                             | 32.19,28 0PB0   | Lisa Nyberg        | SK Svängen                                                  | 33.13,97 0SB0   |
| 24-timmarslöpning  | Therese Fredriksson | Borås LK                                                           | 230,930 km 0PB0 | Sara Ottinge      | Umara SC                                                               | 223,857 km 0PB0 | Madeleine Wennberg | Hemlingby LK                                                | 215,099 km 0PB0 |

#### Teknikgrenar
| Gren          | Guld                 | Guld             | Guld         | Silver               | Silver         | Silver       | Brons               | Brons         | Brons        |
| Höjdhopp      | Ellen Ekholm         | Ullevi FK        | 1,86 m 0PB0  | Louise Ekman         | Gefle IF       | 1,83 m 0SB0  | Engla Nilsson       | Örgryte IS    | 1,83 m 0PB0  |
| Stavhopp      | Michaela Meijer      | Örgryte IS       | 4,50 m 0SB0  | Hanna Jansson        | IFK Göteborg   | 4,13 m 0SB0  | Sara Winberg        | Täby IS       | 4,08 m 0SB0  |
| Längdhopp     | Maja Åskag           | Råby-Rekarne FIF | 6,58 m       | Tilde Johansson      | Falkenbergs IK | 6,53 m       | Kaiza Karlén        | IF Göta       | 6,26 m       |
| Tresteg       | Maja Åskag           | Råby-Rekarne FIF | 13,99 m      | Emelie Nyman Wänseth | Östersunds GIF | 13,61 m 0PB0 | Rebecka Abrahamsson | Örgryte IS    | 13,43 m 0SB0 |
| Kulstötning   | Fanny Roos           | Malmö AI         | 19,00 m 0MR0 | Sara Lennman         | Spårvägens FK  | 17,55 m      | Vanessa Kamga       | Hässelby SK   | 16,07 m      |
| Diskus        | Caisa-Marie Lindfors | Upsala IF        | 60,90 m 0PB0 | Vanessa Kamga        | Hässelby SK    | 58,00 m      | Mathilda Eriksson   | Malmö AI      | 54,06 m      |
| Släggkastning | Grete Ahlberg        | Hammarby IF      | 69,67 0SB0   | Thea Löfman          | Malmö AI       | 66,95 m 0PB0 | Rebecka Hallerth    | Spårvägens FK | 66,54 m      |
| Spjutkastning | Beatrice Lantz       | Hässelby SK      | 51,90 m      | Matilda Elfgaard     | IFK Växjö      | 51,75 m      | Amanda Olsson       | Säffle FIK    | 51,37 m      |

#### Övrigt
| Gren       | Guld            | Guld     | Guld          | Silver      | Silver   | Silver   | Brons       | Brons   | Brons    |
| Sjukamp    | Lovisa Karlsson | Högby IF | 5 846 p. 0PB0 | Erika Wärff | Malmö AI | 5 393 p. | Sophie Reid | IK Ymer | 5 130 p. |
| Lagtävling | IF Göta         | —        | 92,5 p.       | Örgryte IS  | —        | 89 p.    | Malmö AI    | —       | 87 p.    |